# 林德羅·厄利什

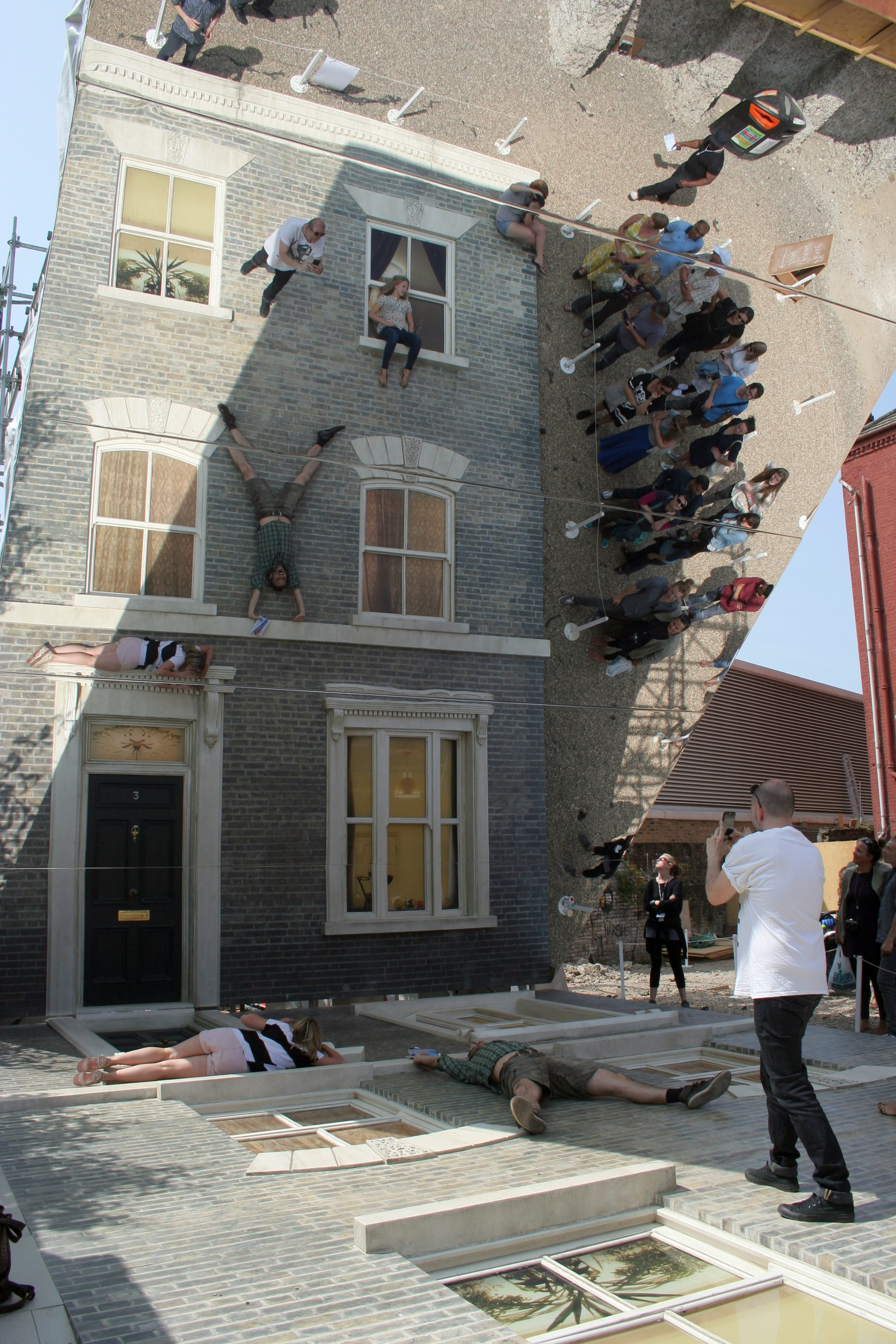
「Dalston House」製作於2013年7月

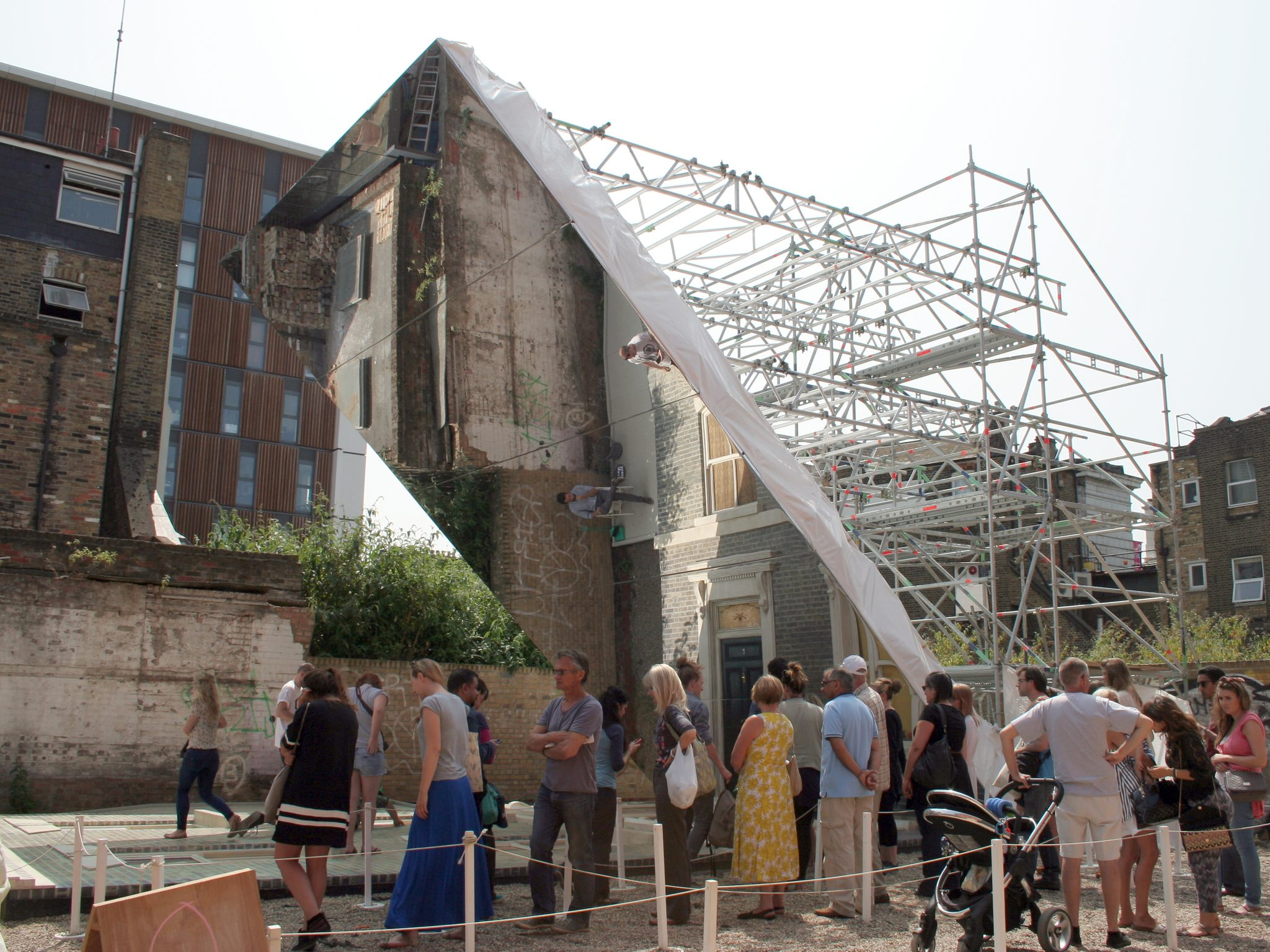
「Dalston House」另一角度

林德羅·厄利什（Leandro Erlich，1973年4月8日—），出生於阿根廷的首都布宜諾斯艾利斯，是阿根廷的觀念藝術家。

## 生平
曾在2001年的威尼斯雙年展於阿根廷國家館展出作品《泳池》（The Swimming Pool），並在2005年被邀請至主題館展出。並在2008年永久陳列於美國的MoMA PS1。以及在2000年惠特尼雙年展和2001年伊斯坦堡雙年展邀請展出。而臺灣首次邀請厄利什是在2015年於衛武營國家藝術文化中心園區。

## 外部連結
- 官方网站